# Kortegaard Cox
Kortegaard Cox es una variedad cultivar de manzano (Malus domestica). 
Un desporte de Cox's Orange Pippin sin rayas. Fue descubierto en 1914 en Kortegard, Dinamarca por Otto Stowo. Las frutas son jugosas y dulces con un rico y aromático sabor a nuez.

## Sinónimos
- "Blangsted Cox".

## Historia
'Kortegaard Cox' es una variedad de manzana, mutación de Cox's Orange Pippin. Carece del patrón de rayas del Cox estándar. Identificado en 1914 por Otto Stowo en Kortegaard, (Dinamarca).
'Kortegaard Cox' se cultiva en la National Fruit Collection con el número de accesión: 1968-059 y Accession name: Kortegaard Cox.

## Características
'Kortegaard Cox' árbol de extensión vertical, de vigor moderado. Tiene un tiempo de floración que comienza a partir del 12 de mayo con el 10% de floración, para el 17 de mayo tiene una floración completa (80%), y para el 23 de mayo tiene un 90% caída de pétalos.
'Kortegaard Cox' tiene una talla de fruto de medio; forma truncado cónico, con una altura de 52.00mm, y con una anchura de 60.00mm; con nervaduras   medias; epidermis con color de fondo verde amarillo, con un sobre color rojo, importancia del sobre color alto, y patrón del sobre color chapa, "russeting" (pardeamiento áspero superficial que presentan algunas variedades) muy bajo; carne de color blanco. La carne es crujiente y aromática, jugosas y dulces con un rico y aromático sabor a nuez.
Su tiempo de recogida de cosecha se inicia a finales de septiembre.

## Usos
Una buena manzana de uso de postre fresca en mesa.

## Ploidismo
Diploide, auto estéril. Grupo de polinización: C, Día 10.